# Allkem
Allkem Limited (tidligere Orocobre Limited) er et australsk mineselskab med hovedkvarter i Brisbane. De fokuserer på lithium og boraks, samt de har minedrift i Argentina.